# Markus Guggemos
Markus Guggemos (* 9. März 1982 in Füssen) ist ein ehemaliger deutscher Eishockeyspieler, der sowohl als Stürmer, als auch als Verteidiger eingesetzt werden konnte.

## Karriere
Er kam bereits mit zweieinhalb Jahren zum Eishockey und spielte im Nachwuchs beim EV Füssen. Nachdem er in Kanada bei der Nachwuchsmannschaft European Bauer Pioniers gespielt hatte, wechselte er zur Saison 1999/00 nach Mannheim, wo er in der Oberliga Nord für die Jungadler Mannheim und die Juniorenmannschaft des Mannheimer ERC zum Einsatz kam. Im Sommer 2000 wechselte er in die DEL zu den Kassel Huskies, von denen er im Sommer 2002 in die 2. Bundesliga nach Wolfsburg zum EHC Wolfsburg wechselte. Mit Wolfsburg gelang ihm der Aufstieg in die DEL 2004/05. Nachdem Wolfsburg aus der DEL im Sommer 2005 ausgeschlossen wurde, wechselte er in die Saison 2005/06 in die 2. Eishockey-Bundesliga zum ESC Moskitos Essen. Er spielte auch in der Saison 2006/07 zunächst für Essen, ehe er Mitte der Saison nach Wolfsburg zurück wechselte. Im Frühjahr 2007 unterschrieb Guggemos einen Vertrag bei den abgestiegenen Dresdner Eislöwen, wo er vor während der Saison 2007/08 sowohl als Stürmer, sowie auch als Verteidiger eingesetzt wurde. Am Ende der Spielzeit gewannen die Eislöwen die Eishockey-Oberliga und Guggemos stieg mit den Eislöwen in die 2. Bundesliga auf. Nach der Spielzeit 2008/09 lief sein Vertrag aus und Guggemos erhielt kein neues Vertragsangebot. Daraufhin unterschrieb er bei Deggendorf Fire und spielte ab der Saison 2009/10 in der Oberliga. Nach der Spielzeit 2011/12 beendete er aufgrund seiner beruflichen Situation seine Karriere.

## Erfolge und Auszeichnungen
Seine größten sportlichen Erfolge waren zwei Aufstiege: Mit der deutschen U20-Nationalmannschaft spielte er bei der B-Weltmeisterschaft und mit Wolfsburg stieg er in die DEL auf. 2008 schaffte er mit den Dresdner Eislöwen den Aufstieg in die 2. Bundesliga.